# 廣岡淺子

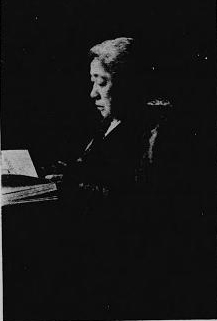
廣岡淺子

廣岡淺子（日语：／，1849年10月18日—1919年1月14日）是日本一名實業家、教育家和社會運動家。

## 家族

### 小石川三井家
- 父–三井高益（1799年 - 1858年）– 小石川三井家第六代家主
- 義兄–三井高喜（1823年 - 1894年）– 小石川三井家第七代家主
- 異母姐–春（1847年 - 1872年）
- 義甥–三井高景（1850年 - 1912年）–

### 廣岡家
- 夫–廣岡信五郎（1841年–1904年）
- 長女–廣岡龜子（1876年 - 1973年）–明治9年（1876）10月出生

## 相關影視作品
- NHK 晨間劇廣岡淺子扮演者
  - 阿淺來了–波瑠